# Subsecretari de stat în Guvernul Gheorghe Tătărăscu (6)
În Guvernul Gheorghe Tătărăscu (6) au fost incluși și subsecretari de stat, provenind de la diverse partide.

## Subsecretari de stat
- Subsecretar de stat la Ministerul de Interne

Horia Grigorescu (11 mai - 3 iulie 1940)
- Subsecretar de stat la Ministerul de Interne

Gheorghe Vântu (11 mai - 3 iulie 1940)
- Subsecretar de stat la Ministerul de Externe

Alexandru G. Crețeanu (11 mai - 3 iulie 1940)
- Subsecretar de stat la Ministerul Apărării Naționale

General Constantin D. Nicolescu (11 mai - 3 iulie 1940)
- Subsecretar de stat la Ministerul Aerului și Marinei

Contra-amiral adjutant Nicolae Păiș (11 mai - 3 iulie 1940)
- Subsecretar de stat la Ministerul Aerului și Marinei

Comandor Achile Diculescu (11 mai - 3 iulie 1940)
- Subsecretar de stat la Ministerul Agriculturii și Domeniilor

Mihai Șerban (11 mai - 3 iulie 1940)
- Subsecretar de stat la Ministerul Muncii

Gheorghe Grigorovici (11 mai - 3 iulie 1940)
- Subsecretar de stat la Ministerul Sănătății și Ocrotirii Sociale

Petru Țopa (11 mai - 28 iunie 1940)
Ion Simionescu (28 iunie - 3 iulie 1940)
- Subsecretar de stat la Ministerul Educației Naționale

Dumitru V. Țoni (11 mai - 3 iulie 1940)
- Subsecretar de stat la Ministerul Educației Naționale

Horia Sima (28 iunie - 3 iulie 1940)
- Subsecretar de stat la Ministerul Cultelor și Artelor

Nicolae Sibiceanu (11 mai - 28 iunie 1940)
- Subsecretar de stat la Ministerul Propagandei Naționale

Vasile Stoica (11 mai - 3 iulie 1940)

## Sursa
- Stelian Neagoe - "Istoria guvernelor României de la începuturi - 1859 până în zilele noastre - 1995" (Ed. Machiavelli, București, 1995)